# Acrocercops scoliograpta
Acrocercops scoliograpta là một loài bướm đêm thuộc họ Gracillariidae. Nó được tìm thấy ở Ấn Độ (Punjab).